# Hanna Klinga
Hanna Sofia Birgitta Klinga, född 13 november 1989 i Norrköping, är en svensk seglare. Hon började segla i Bråvikens SS, men har under största delen av sin karriär tävlat för Göteborgs Kungliga Segelsällskap.
Klinga tävlade för Sverige vid olympiska sommarspelen 2016 i Rio de Janeiro, där hon tillsammans med Lisa Ericson slutade på 11:e plats i 49er FX-klassen.
Klinga har blivit utsedd till Årets kvinnliga seglare tre gånger: 2010, 2015 (tillsammans med Lisa Ericson) och 2017 (tillsammans med Julia Gross).